# Noelle Pikus-Pace
Noelle Pikus-Pace (Provo, 8 de dezembro de 1982) é uma piloto de skeleton estadunidense.
Noelle Pikus-Pace conquistou uma medalha de prata olímpica em 2014.